# Machaerium vestitum
Machaerium vestitum är en ärtväxtart som beskrevs av Julius Rudolph Theodor Vogel. Machaerium vestitum ingår i släktet Machaerium och familjen ärtväxter. Inga underarter finns listade i Catalogue of Life.